# Liste zerstörter Denkmale in Weimar
Die Liste zerstörter Denkmale in Weimar beinhaltet Gebäude in der kreisfreien Stadt Weimar in Thüringen, die unter Denkmalschutz standen und dennoch abgerissen oder anderweitig zerstört wurden.
| Bild | Name                  | Lage | Erbaut   | Abgegangen | Bemerkungen                                                                                          |
| ---- | --------------------- | ---- | -------- | ---------- | --- |
|      | Bachhaus Weimar       |      | vor 1708 | 1988/89    | Keller und Grundmauern des Erdgeschosses erhalten; Abriss 1988/89 trotz Denkmalschutz                |
|      | Weimarhalle           |      | 1931     | 1997       | erbaut 1931 im Stil der Neuen Sachlichkeit als repräsentative Veranstaltungshalle                    |
|      | Flak-Kaserne (Weimar) |      | 1935     | 2011/2021  | Abriss der Kaserne 2011, der Ruine des Offizierskasinos nach Brand 2021                              |
|      | Viehauktionshalle     |      | 1926     | 2015       | erbaut 1926 als Auktionshalle, nach 1945 Nutzung als Lager- und Veranstaltungshalle, 2015 abgebrannt |
|      | Große Hetzerhalle     |      | 1907     | 2021       | Hetzerhalle, erbaut 1907, Einsturz im Februar 2021                                                   |